# Кирбасов, Пётр Васильевич
Кирбасов Пётр Васильевич (30 декабря 1912, село Тарутино Оренбургского казачьего войска (ныне — Чесменский район Челябинской области), Оренбургская губерния, Российская империя — 1969, Элиста, Калмыцкая АССР, РСФСР) — советский хозяйственный, государственный и политический деятель. Участник Великой Отечественной войны. Депутат Верховного Совета Калмыцкой АССР 2-го созыва (1958—1962). Министр коммунального хозяйства Калмыцкой АССР.

## Биография
Пётр Васильевич Кирбасов родился 30 декабря 1912 года в семье калмыка-казака, в селе Тарутино Оренбургского казачьего войска Оренбургской губернии, куда были переселены калмыки-казаки в середине 19-го века. Этому переселению предшествовал распад калмыцкого ханства и упразднение Ставропольского (Ставрополь на Волге, ныне Тольятти) калмыцкого войска. В 1920 при организации советской властью Калмыцкой автономной области семья Кирбасовых вместе с другими семьями калмыков-казаков переехала в Большедербетовский улус, который вошёл в состав Калмыцкой автономной области.
В 1930 году окончил Башантинский сельскохозяйственный техникум.
С 1931 года по 1932 год работал инструктором Западного улускома Калмыцкой автономной области
В 1937 году окончил Московский инженерно-экономический институт. Учился вместе с Семёном Липкиным, который в студенческие годы по предложению Кирбасова П. В. по его подстрочникам сделал художественный перевод двух песен (глав) калмыцкого эпоса «Джангар».
В 1937 году после окончания института был направлен на Днепродзержинский азотно-туковый комбинат, где участвовал в его подготовке к запуску и до 1939 года работал инженером-экономистом по организации и планированию химической промышленности .
С 1939 года по 1941 год работал начальником промышленного сектора Госплана Калмыцкой АССР.
В 1941 был призван в армию и направлен на учёбу в Сталинградское танковое училище, которое окончил в 1942 году в звании лейтенанта. Воевал на Сталинградском, Донском, Центральном, 1-м Белорусском фронте. Участник битвы на Курской дуге, операции «Багратион», штурма Берлина.
С 1945 года по 1949 год служил в должности начальника учетно-планового отдела и помощником военного коменданта по экономическим вопросам военной комендатуры Берлина (районы Трептов и Панков) в составе оккупационной группы советских войск в Германии.
С 1949 года по 1957 год служил в составе Северо-Кавказского и Туркестанского военных округов, в структуре Семипалатинского военного полигона.
С 1957 года по 1959 год — начальник управления местной промышленности, министр местной промышленности Калмыцкой АССР. С 1959 года по 1962 год — зам. зав. промышленно-транспортным отделом Калмыцкого обкома КПСС, с 1962 года по 1969 год — министр коммунального хозяйства Калмыцкой АССР. С января 1957 года калмыки после 13 лет депортации возвращались на родину. Руководство Калмыкии, в которое входил Кирбасов П. В., решало вопросы обеспечения вернувшихся из депортации людей питьевой водой, едой, жильём, работой, медицинской и социальной помощью, восстановления разрушенного войной и депортацией народного хозяйства.
Депутат Верховного Совета Калмыцкой АССР 2-го созыва (1958—1962), депутат Элистинского городского совета депутатов трудящихся.

## Общественная деятельность по культурному наследию
Наиболее значимой составляющей общественной деятельности Кирбасова П. В. можно назвать пропаганду эпоса калмыцкого народа «Джангар». В студенческие годы, общаясь в общежитии Московского инженерно-экономического института со свои сокурсником, впоследствии ставшим известным поэтом и переводчиком Семёном Липкиным, он сумел представить ему эпос калмыцкого народа, заинтересовать и убедить его сделать перевод двух глав. Этот художественный перевод после опубликования в альманахе «Творчество народов СССР» получил высокую оценку в газете «Правда» К. И. Чуковского. Это послужило поводом для создания творческого коллектива калмыцкого поэта Баатра Басангова и переводчика Семёна Липкина. Вскоре Баатр Басангов сделал подстрочный перевод всего эпоса. В  1940 году  «Джангар» в художественном переводе Семёна Липкина появился в печати к пятисотлетию эпоса. Позднее, изучив всю поэму, главы, опубликованные в альманахе, Семён Израилевич Липкин перевёл заново, с подстрочника Баатра Басангова. Переводами и изданием разных песен героического эпоса калмыцкого народа «Джангар» занимались лингвисты и востоковеды разных стран, начиная с 1804 года: В. Бергманн (1804), А. Бобровников (1855), К. Ф. Голстунский, издание на старокалмыцкой письменности (1862), Номто Очиров, В. Л. Котвич (1908), А. Пюрбеев и В. Винников (1927).

## Память
- В 2021 году установлена мемориальная доска на стене дома в городе Элиста, где жил П. В. Кирбасов[8][9][10].
- В 1921 году статья о П. В. Кирбасове включена в «Краткий энциклопедический словарь Республики Калмыкия»[11].

## Награды
- Орден Красной Звезды (№ 859923, 1944)[12]
- Медаль «За боевые заслуги» (1944)
- Медаль «За оборону Сталинграда» (1942)
- Медаль «За победу над Германией в Великой Отечественной войне 1941—1945 гг.» (1946)
- Медаль «30 лет Советской Армии и Флота» (1948)
- Медаль «Двадцать лет Победы в Великой Отечественной войне 1941—1945 гг.» (1965)
- Медаль «50 лет Вооружённых Сил СССР» (1968)
- Почетная грамота ВС Калмыцкой АССР (1967)

## Семья
Жена — Кирбасова Мария Бадминовна (1916—2002), дети: сын Виталий Петрович (1937—2007), сын Бадма Петрович (1948—1993), дочь Нина Петровна (1949).